# 2B23 Nona-M1
2B23 Nona-M1 est un mortier remorqué russe de 120 mm. Il est développé à l'Institut central de recherche sur la mécanique de précision (АО «ЦНИИТОЧМАШ») dans la ville de Klimovsk, et est produit à l'usine de Motovilicha dans la ville de Perm. Développé à partir de 2000, il est en service depuis 2007 dans les forces armées russes.

## Développement
En 2000, le Quartier général des forces de missiles et d'artillerie commande le développement d'un nouveau mortier remorqué, sous la désignation « Nona-M1 ». L'Institut central de recherche en mécanique de précision (ЦНИИточмаш) est nommé développeur principal. Dans la conception du mortier, les propriétés balistiques du canon 2A51 et mortier du canon automoteur 2S9 « Nona-S », qui permettait l'utilisation des mêmes projectiles[pas clair]. La plaque de recul est développée par l'Institut central de recherche (Буревестник). Les premiers prototypes sont produits à l'usine de Motowilicha.
En 2003, le mortier 2B23 fait l'objet d'essais, après quoi quelques améliorations sont effectuées par le bureau d'études. De mai à septembre 2004, le mortier 2B23 subit des tests préliminaires sur le champ d'artillerie de Rzhevsky près de Saint-Pétersbourg. En 2005, le mortier est engagé dans d'autres tests sous la supervision du ministère de la Défense, qui, après des critiques, exige à nouveau des améliorations à apporter à la conception. Enfin, en 2007, le mortier 2B23 entre en service dans les forces armées russes. Ce n'est qu'à ce moment la que la première série est produite.

## Description
La fonction principale du mortier 2B23 est d'engager des véhicules d'infanterie, légèrement ou non blindés. Les batteries de mortier des bataillons d'infanterie mécanisés et des unités des parachutistes doivent en être équipées, puisque le mortier peut être largué d'un avion à l'aide d'un dispositif de lancement spécial.
Le mortier 2B23 se compose de cinq éléments principaux :
1. un canon ;
2. un système de chargement par la culasse ;
3. un affût sur roues ;
4. une plaque de recul comportant un pied d'ancrage ;
5. un viseur d'artillerie « MPM-44M ».

Le canon du mortier 2B23 a une torsion de 40 rayures. Une chambre cylindrique est située dans l'unité de culasse. Un cadre de cartouches est installé sur la section de chargement du baril pour la connexion du baril avec l'unité de chargement et de boulonnage. Une pièce d'accouplement pour tirer avec un véhicule tracteur est fixée au canon de bouche.
Le mortier 2B23 dans son ensemble combine le cadre et le mécanisme d'obturation. Une goupille de verrouillage avec une tige est fixée sur le cadre. Pour charger un obus, le canon est tourné verticalement et installé en position horizontale. Le mécanisme d'ouverture active le mécanisme de mise à feu. La construction de l'affût a une suspension avec un pendule de torsion et est reliée au châssis. La suspension des roues peut être modifiée en ajustant la tige d'essieu en position horizontale. La plaque de base est une version modifiée du mortier 2B11, qui fait partie du système de mortier 2S12 Sani.
Pour l'acquisition de cible, le mortier 2B23 utilise la version modifiée du viseur MPM-44M, qui se compose de deux éléments de visée, le viseur collimateur -K-1 avec une échelle de collimateur, ainsi qu'un laser supplémentaire.
Les types suivants de production soviétique ou russe sont utilisés comme munitions :
- Les projectiles à ogive combinée à fragmentation et à éléments explosifs tels que le projectile dit « projectile assisté par fusée » 3ВОФ55-1 avec une fusée déportée et un poids de 19,8 kg qui peuvent atteindre une portée comprise entre 0,7 et 12,8 km et peuvent toucher un espace libre de 3600 à 5 400 m2 ;
- les obus thermobariques tels que l'obus 3ВОФ119 pesant 19,5 kg, ont une portée comprise entre 0,9 et 8,8 km ;
- Les munitions à guidage de précision, comme l'obus d'artillerie « Kitolov » pesant 25 kg, ont une portée comprise entre 9 et 12 km ;
- Les projectiles à tête incendiaire, comme le projectile 3ВЗ4 pesant 16,3 kg, ont une portée comprise entre 0,45 et 5,7 km ;
- Tous les obus de 120 mm du canon 2A51 du 2S9 Nona sont aussi compatibles.

## Utilisateurs

### Utilisateurs actuels
- Russie – En janvier 2018, 50 2B23 sont en service dans les forces aéroportées[6].
- Biélorussie - En août 2018, 18 2B23 sont en service[7].